# Houzhai, Guangdong
Houzhai (后宅) är en köping i sydöstra Kina. Den ligger i Nan'ao härad i staden Shantou i provinsen Guangdong, omkring 390 kilometer öster om provinshuvudstaden Guangzhou. Den utgörs av den västra delen av ön Nan'ao Dao samt ett antal mindre kringliggande öar.